# Santo Tomás Venaditos
Santo Tomás Venaditos är en ort i Mexiko.   Den ligger i kommunen Ojocaliente och delstaten Zacatecas, i den centrala delen av landet, 500 km nordväst om huvudstaden Mexico City. Santo Tomás Venaditos ligger 2 101 meter över havet och antalet invånare är 860.
Terrängen runt Santo Tomás Venaditos är huvudsakligen platt, men söderut är den kuperad. Terrängen runt Santo Tomás Venaditos sluttar norrut. Runt Santo Tomás Venaditos är det ganska glesbefolkat, med 32 invånare per kvadratkilometer. Närmaste större samhälle är General Pánfilo Natera, 15,9 km norr om Santo Tomás Venaditos. Omgivningarna runt Santo Tomás Venaditos är i huvudsak ett öppet busklandskap.